# Humulus lupulus
El lúpulo (Humulus lupulus) es una de las tres especies de plantas del género Humulus, de la familia de las cannabáceas. Es oriunda de Europa, Asia occidental y Norteamérica.

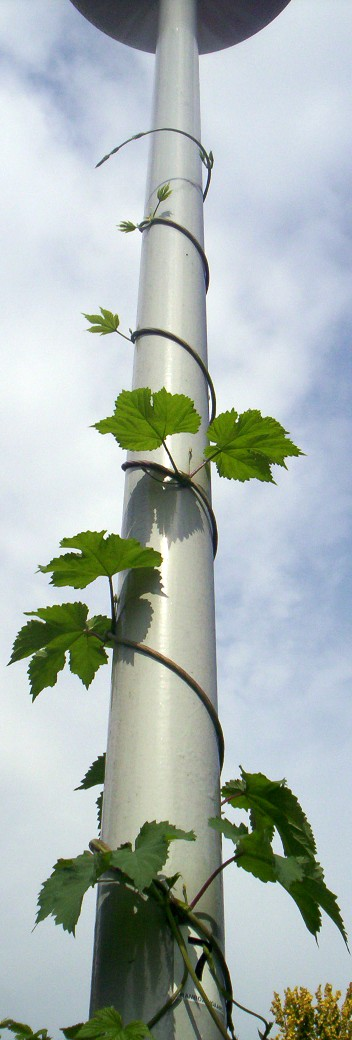
El lúpulo es una planta voluble.

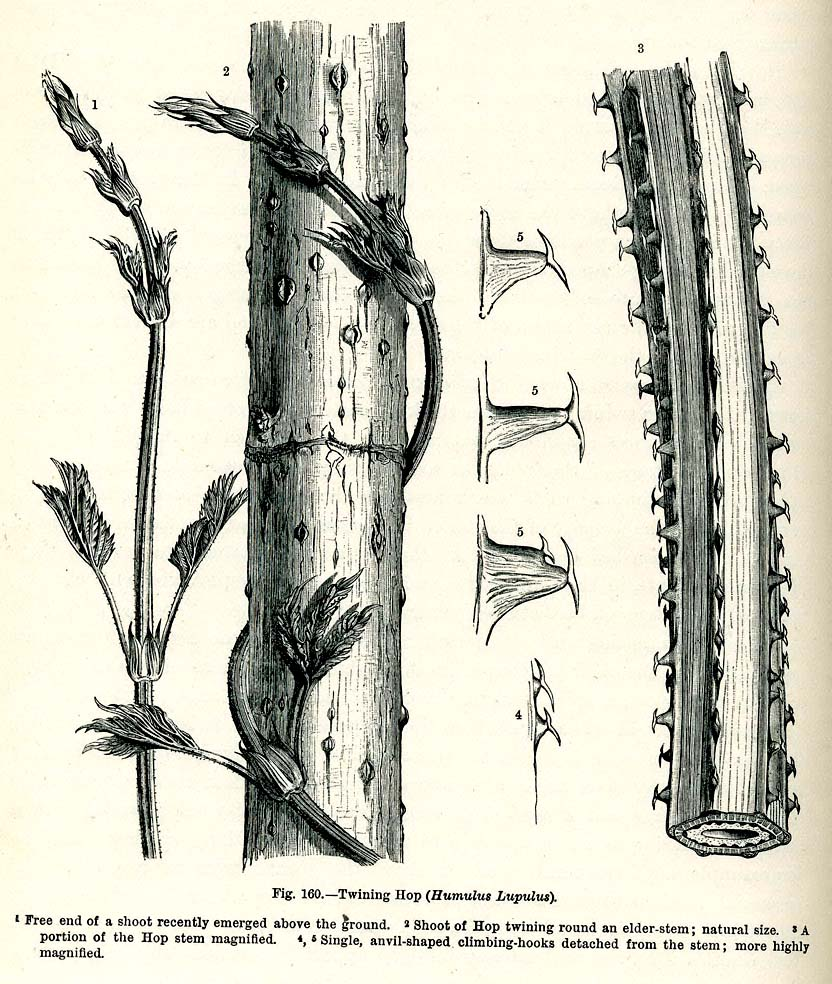
Sus tricomas con ganchos le proveen mejor agarre.

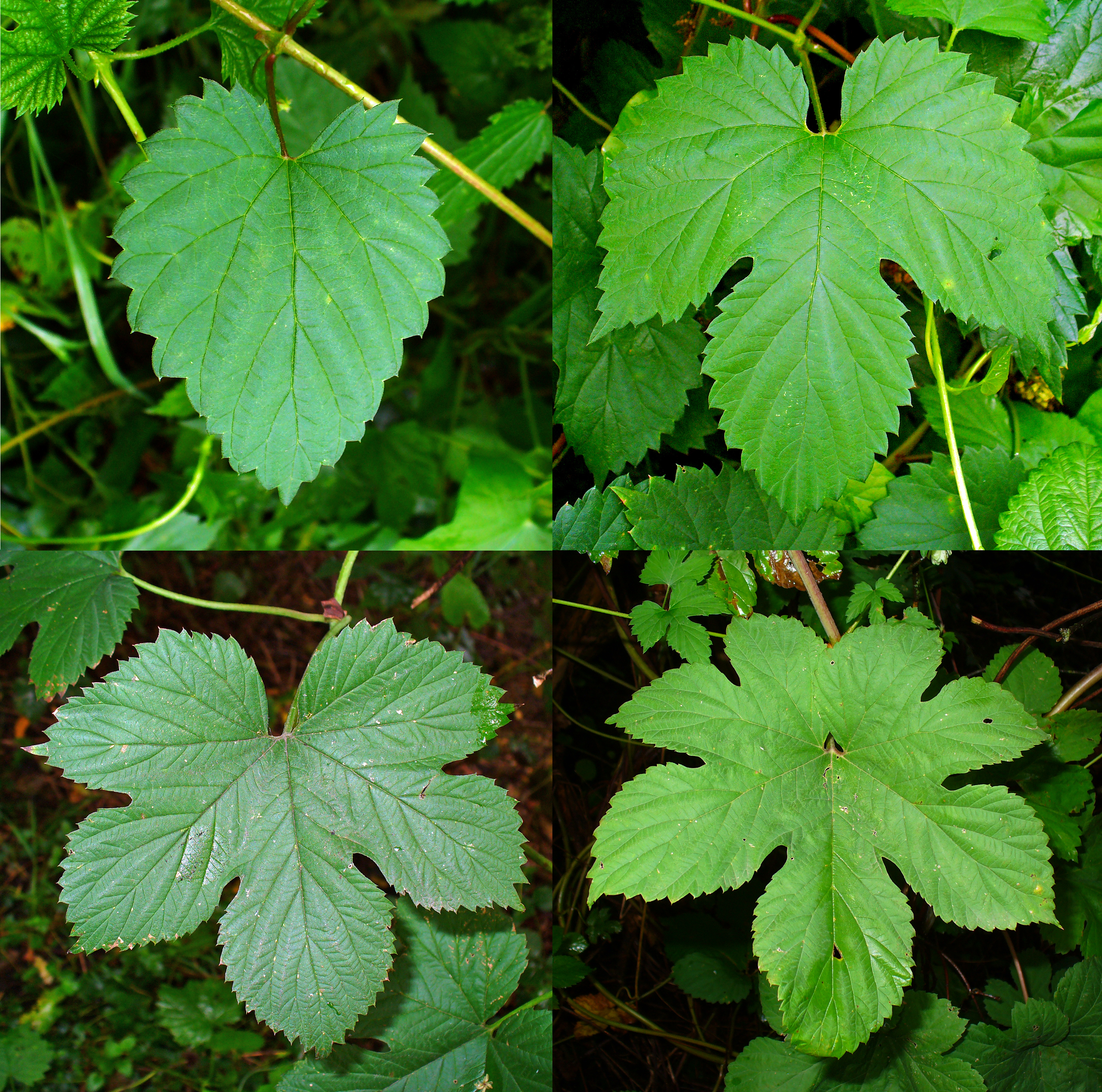
Morfología de la hoja, las primeras de la estación son pequeñas y no lobadas, luego son 3 o 5 lobadas, y raramente hasta 7 lobadas.

## Descripción
Aunque es trepadora, no posee zarcillos ni ningún otro apéndice para este propósito, sino que se sirve de robustos tallos (es una planta voluble) provistos de rígidos tricomas que ayudan a agarrarse al soporte. Es una planta de guía perenne con rizoma como tallo de almacenamiento subterráneo, que rebrota sus partes aéreas en la época favorable, que pueden alcanzar ocho metros de altura, con hojas palmato-lobuladas de 3 a 5 lóbulos dentados. Siendo una especie dioica, las flores femeninas y masculinas surgen en plantas separadas, las primeras, de color verde claro, se reúnen en amentos y son usadas como saborizante y agente estabilizador en la cerveza, las masculinas, amarillo-verdosas, forman panículas. El fruto se denomina aquenio.

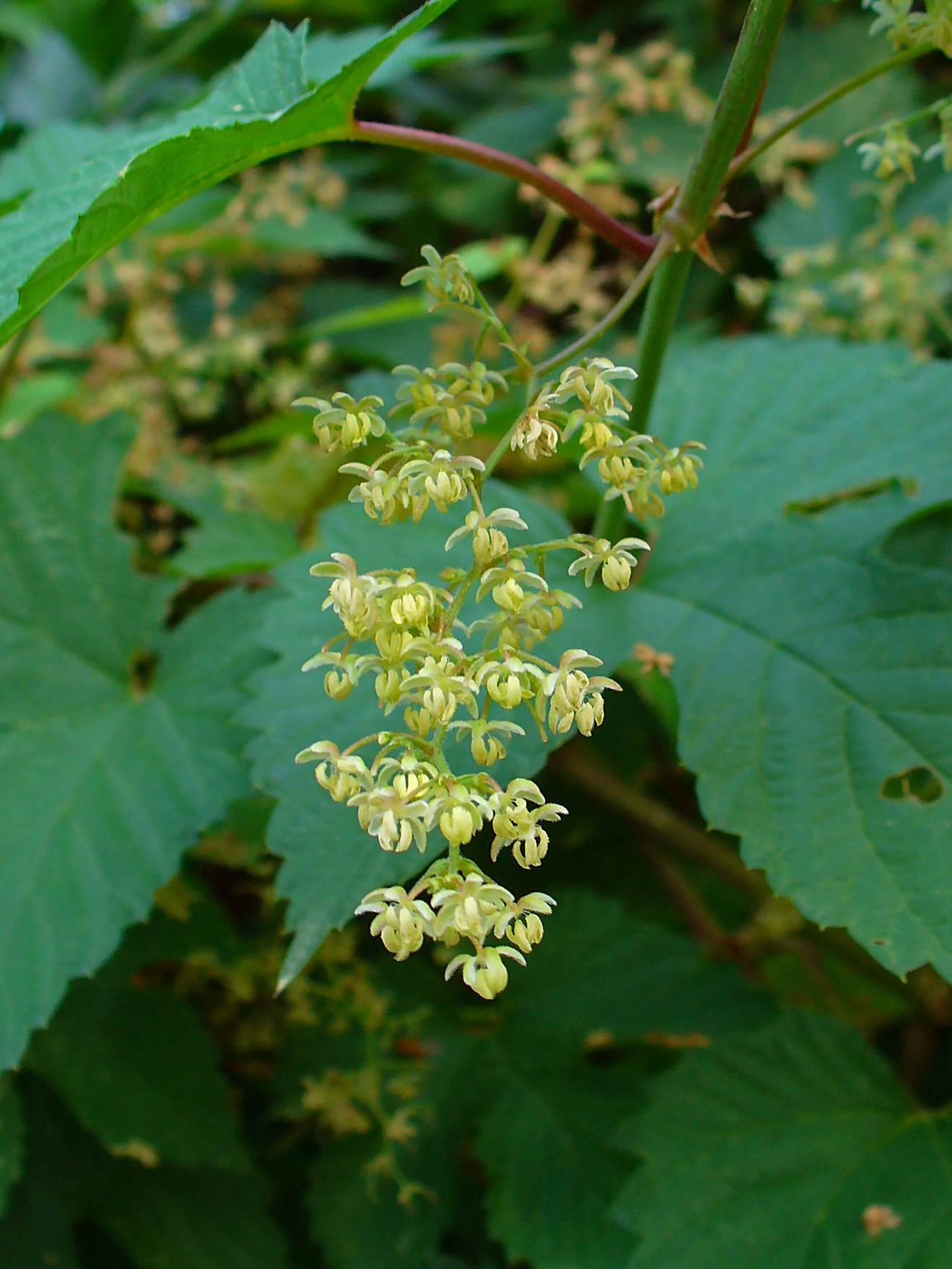
Inflorescencia masculina.

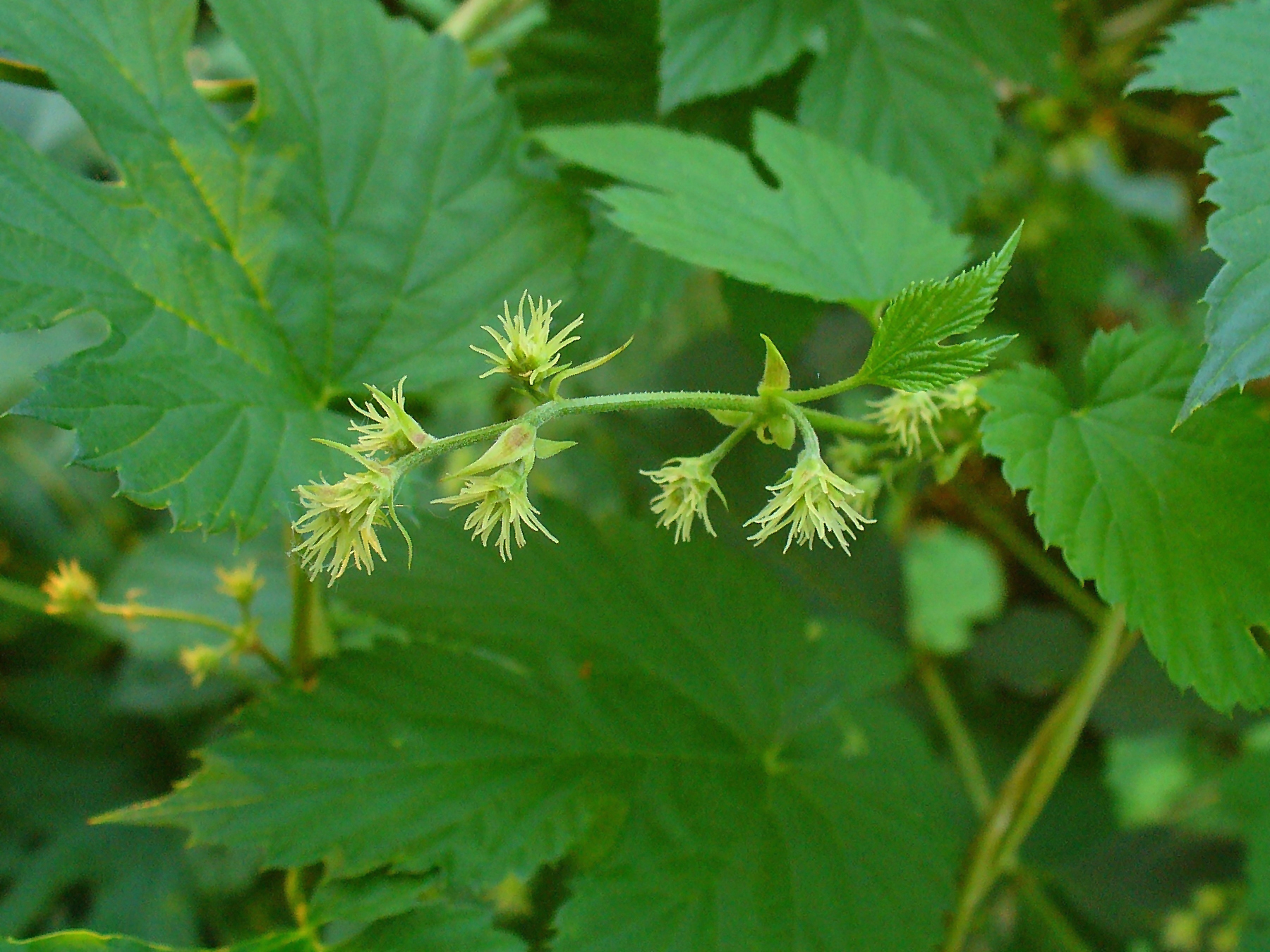
Inflorescencias femeninas.

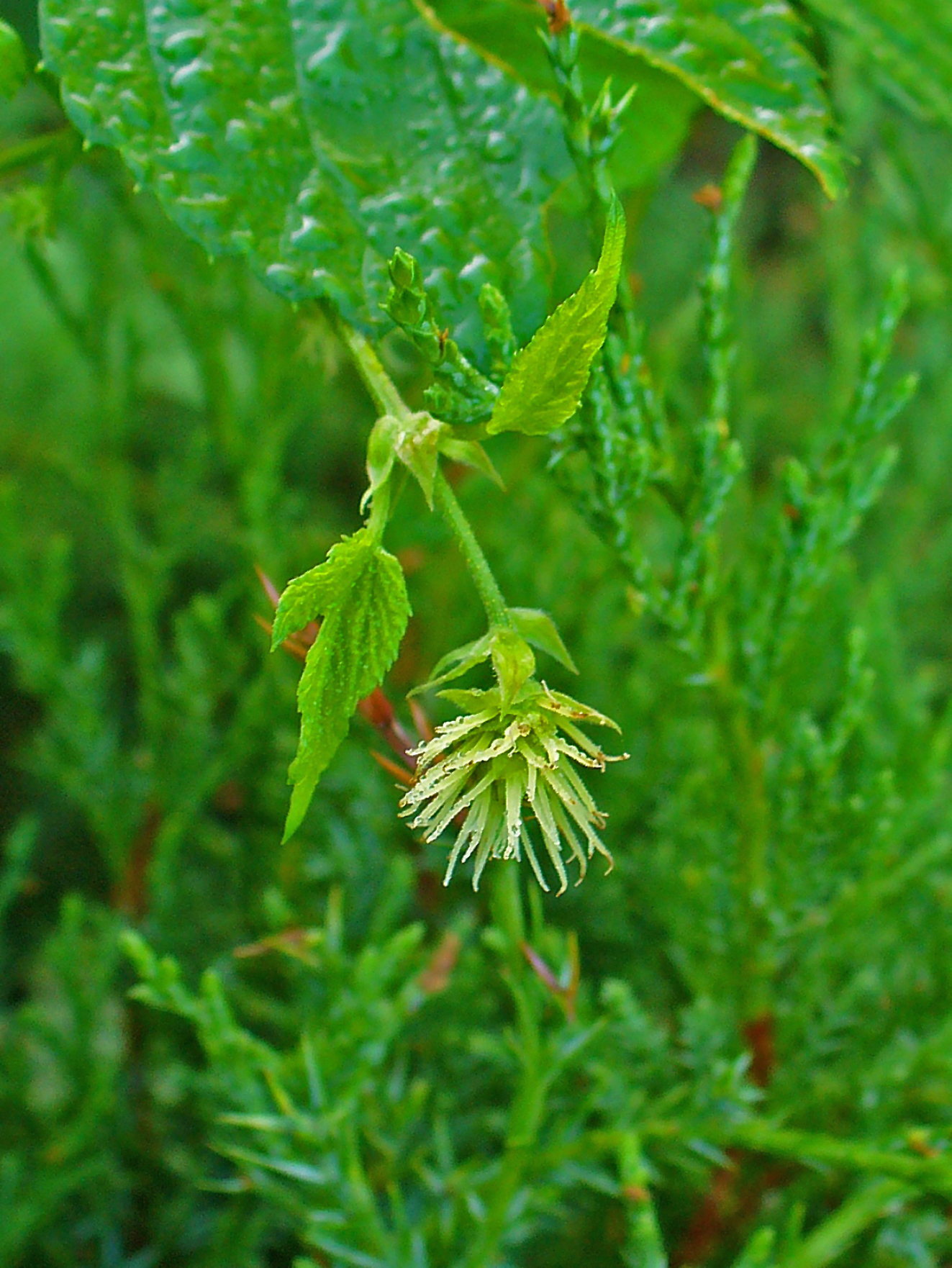
Detalle de una inflorescencia femenina.

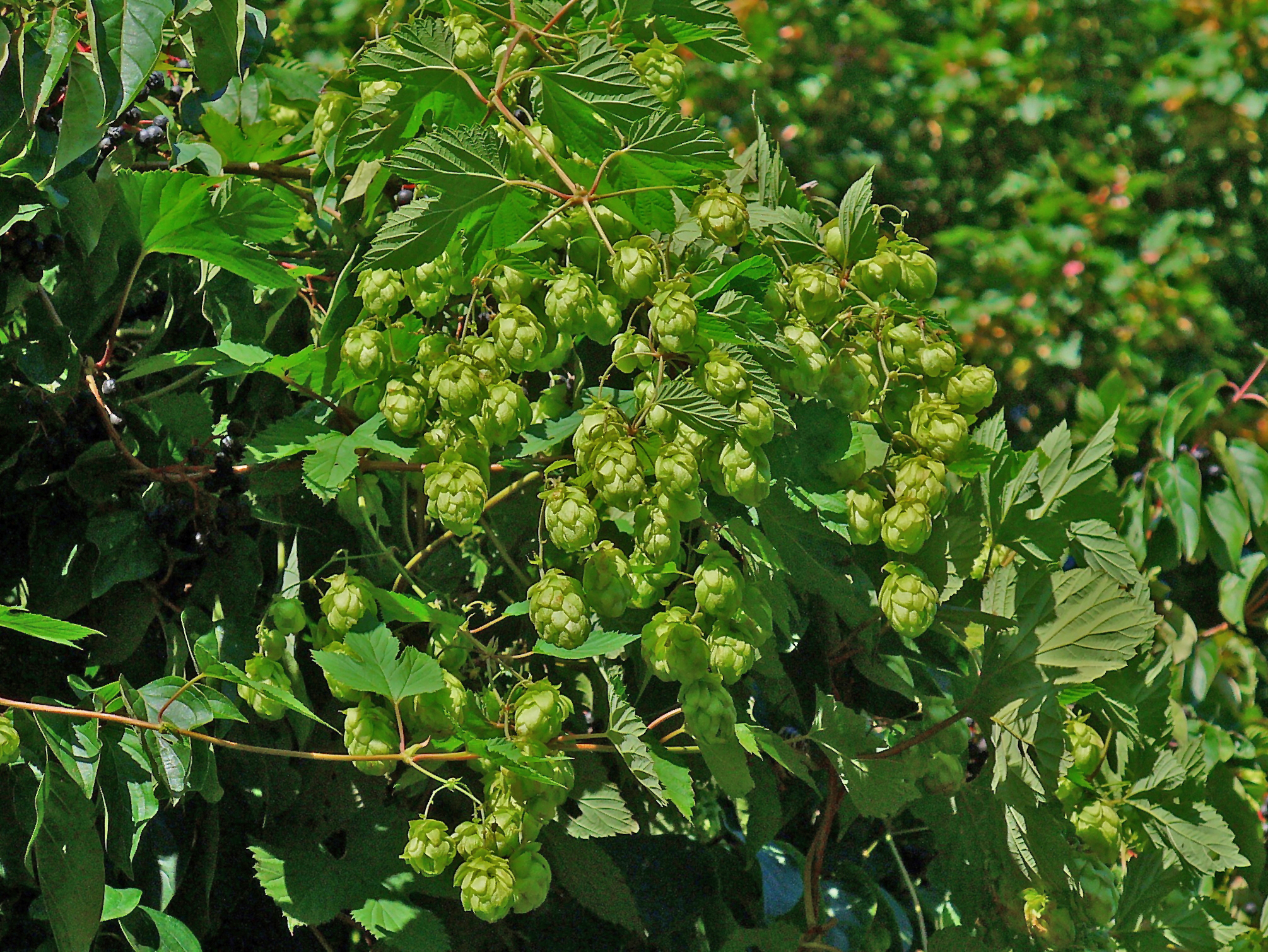
Comienza a formarse la infrutescencia.

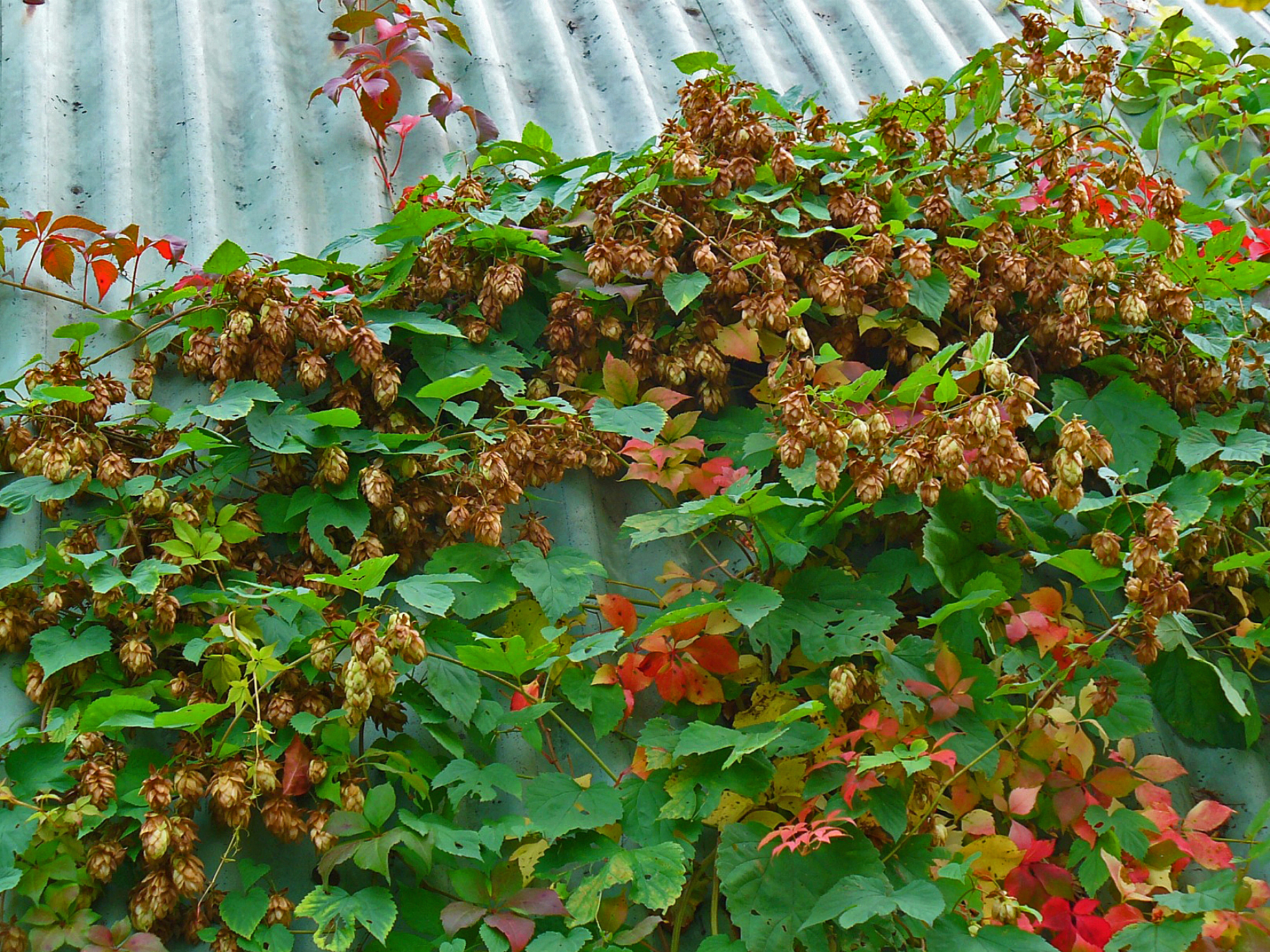
Infrutescencias (conos) maduras.

## Composición
Aceites esenciales (hasta un 1 %, sobre todo humuleno, mirceno, β–cariofileno y farnesceno) y más de cien principios de otro tipo, entre ellos geraniol, linalol, citral, linioneno y serolidol. También posee un complejo de resinas amargas (3-12 %) en el que hay ácido valeronico, lumulona y lupulona. Los aceites esenciales y las resinas amargan el nombre conjunto de lupulina. El lúpulo contiene 8-prenilnaringenina, el más potente fitoestrógeno conocido.

## La flor y su uso para cerveza
Para la cerveza se utiliza la flor hembra sin fecundar. 
El ácido del lúpulo (ácidos α) tiene un suave efecto antibiótico contra las bacterias Gram positivas y por esta característica se comenzó a utilizar en la producción de cerveza ya desde la Edad Media.
Actualmente, en la elaboración occidental, el aditivo principal que se utiliza para contrarrestar el dulzor de la malta de cebada es el lúpulo (Humulus lupulus). Además, el lúpulo hace que la espuma de la cerveza sea más estable, ayuda a conservar su frescor, es la causa de la estimulación del apetito que produce la cerveza y le confiere otras propiedades.
En la base de las bractéolas de la flor hay unas glándulas que contienen la lupulina, que es el ingrediente que aporta a la cerveza su sabor amargo y los aromas propios. Del amargor son responsables los ácidos amargos, y los aromas proceden de aceites esenciales constituidos en especial por compuestos bastante volátiles y delicados a base de ésteres y de resinas. Existen numerosas variedades botánicas del lúpulo que son objeto de investigaciones intensas. Para su comprensión también se clasifican en categorías:

### Lúpulos amargos
Estos lúpulos  son los que aportan más elementos amargos que aromáticos. Los representantes más conocidos de esta categoría son el brewer's gold y el northern brewer o nordbrauer, aunque también existen especies más simples en aceites aromáticos pero que aportan un gran amargor como es el cascade.

### Lúpulos aromáticos
Lógicamente, estos aportan más elementos aromáticos que amargos. En este apartado se conocen especialmente el saaz/zatec que definen el estilo pilsener de cerveza, el spalt, el tettnanger y el hallertauer en el área alemana, y los kent goldings y fuggles en el área anglófona.

### Lúpulos variables
Aportan ambas características juntas aunque menos acentuadas. Esta categoría es muy variable y mal definida. Deberíamos también citar el hallertauer y sobre todo sus derivados botánicos, así como el hersbrucker y sus derivados.
El lúpulo es muy delicado. Solamente se puede utilizar fresco durante los pocos meses de su cosecha, que coincide con la de la viña: finales de agosto a octubre, en el hemisferio norte, según las variedades y el sitio. Fuera de este intervalo temporal se tiene que acondicionar, de manera que el mercado presenta diversas formas que van desde el lúpulo deshidratado hasta extracto de lúpulo. Lógicamente, en cada manipulación se van perdiendo características y no es lo mismo utilizar un lúpulo fresco o congelado que un aceite de concentrado de lúpulo. El efecto organoléptico sobre la cerveza es muy diferente. La variedad y el frescor del lúpulo influyen muy sensiblemente en la calidad final de la cerveza. Las formas de uso son en extracto, pellet o en polvo; aunque la forma más habitual es en pellet que, con un buen acondicionamiento frigorífico, conserva muy bien sus ácidos alfa y sus aceites esenciales como mirceno, humuleno, cariofileno y farnesano.

## Propiedades
Tiene un aceite esencial muy perfumado y compuestos oxigenados, por esto tiene efectos sedantes e hipnóticos. Sus propiedades relajantes han sido probadas en animales y personas.
Dosis: se consume en forma de té: 10 g de flores secas por litro de agua hirviendo. Son suficientes dos o tres tazas al día.
Contraindicaciones: los efectos secundarios son raros y están asociados con el uso prolongado. Incluye: mareos y pérdida de la atención. Pueden darse interacciones con sedantes, relajantes y antidepresivos.

## Nombres comunes

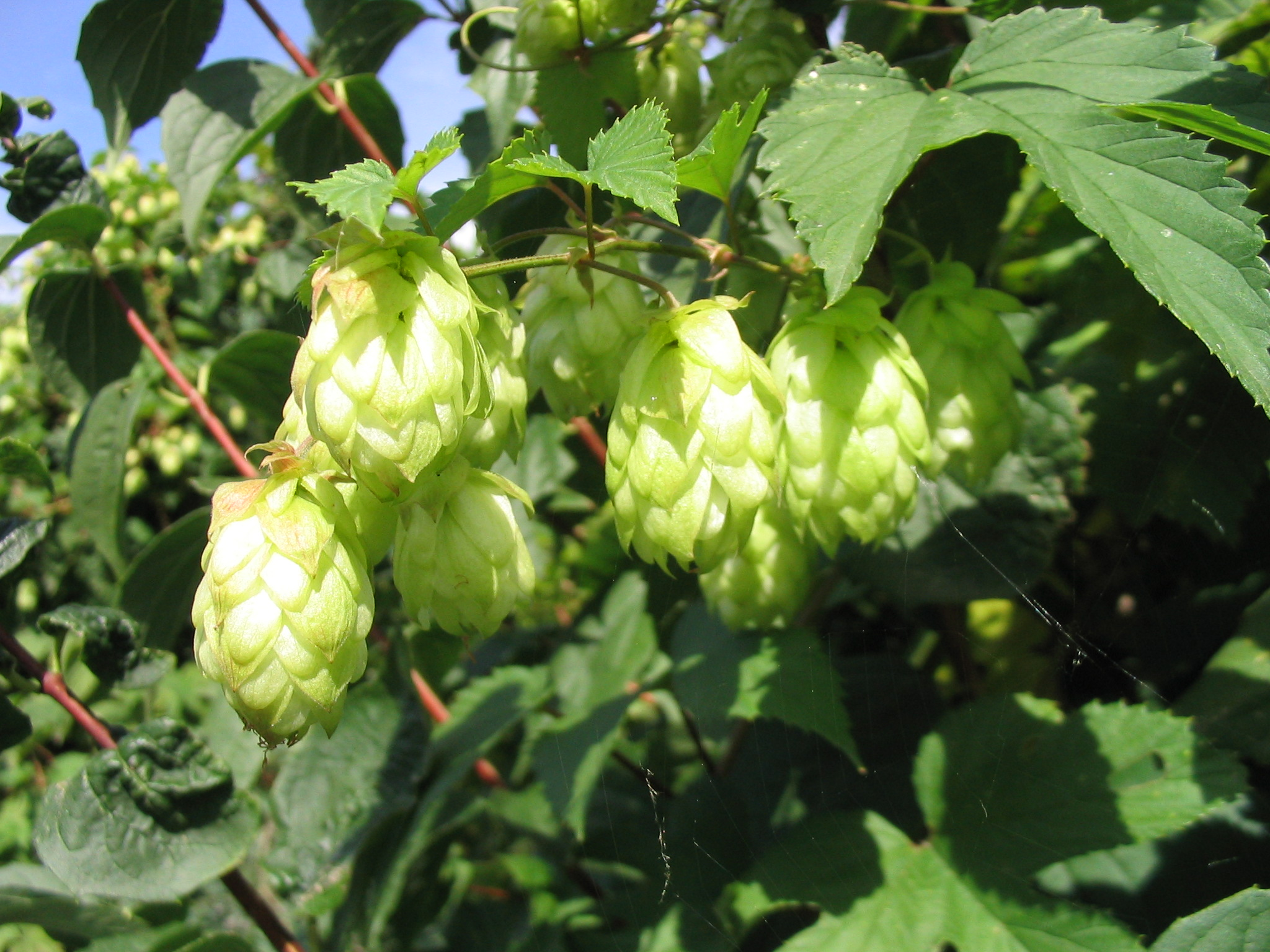
Flores de lúpulo.

Esta especie cuenta con distintos nombres comunes:
- Castellano: betiguera, cañamiza, cerveza, cuerpo de hombre, espárrago de ortiga, espárrago de río, espárrago de soguilla, espárrago de culebra, espárrago de sortijilla, espárrago de zarza, flor de hombre, hombrecillo, lupiera, lupina, lupio, lupo, lúpulo, lúpulo bravo, parra silvestre, pimienta blanquizca, piña fofa, retiguera, vidarria, zaramancón, zaramangón.[7]

## Taxonomía
Humulus lupulus fue descrita por Carlos Linneo y publicado en Species Plantarum 2: 1028. 1753.
Variedades aceptadas
- Humulus lupulus var. lupuloides E.Small
- Humulus lupulus var. neomexicanus A.Nelson & Cockerell

Sinonimia
- Humulus lupulus var. lupulus L.
- Lupulus scandens Lam.
- Humulus cordifolius Miq.
- Humulus lupulus var. cordifolius (Miq.) Maxim. ex Franch. & Sav.
- Humulus volubilis Salisb.
- Humulus vulgaris Gilib.
- Lupulus amarus Gilib.
- Lupulus communis Gaertn.
- Lupulus humulus Mill.[9]